# 야마토운수
야마토운수주식회사(일본어: ヤマト運輸株式会社 야마토운유카부시키가이샤[*])는 일본의 육운업 회사다. 본사는 도쿄도 주오구 긴자2정목에 소재한다.
1919년에 오구라 야스노미가 야마토운수주식회사(大和運輸株式会社)를 설립한 것이 모태다. 기존의 회사는 오늘날 지주회사인 야마토홀딩스가 되었고, 지금의 야마토운수는 2005년 주식회사로서 새로이 출범한 것이다.
1976년 이래로 택배사업인 “택급편(宅急便)”으로 알려져 있다. “택급편”이라는 말은 야마토홀딩스의 등록상표(제1377677호)인 고유명사다. 그전까지 우편소포나 철도소하물(小荷物)밖에 없었던 화물수송사업에 본격적으로 뛰어들어 일본의 택배 시스템을 정립한 기업으로, 오늘날까지 택배업계에서 압도적 점유율을 유지하고 있다.